# Ksar Beni Zouli
Ksar Beni Zouli (en tifinagh: ⴱⵏⵉ ⵥⵓⵍⵉ , en arabe : قصر بني زولي) est un village fortifié dans la région de Zagora, au sud-est du Maroc.

## Localisation
Beni Zouli se situe à 15 km au nord de la ville de Zagora, dans une plaine au nord de la vallée du Drâa.

## Architecture
Le Ksar s'étend sur 3.75 ha. Il est entouré d'une enceinte de 6 mètres de haut avec 11 tours de surveillance.  
Tous les bâtiments au sein du Ksar sont construits en pisé.

## État actuel
N'ayant  fait objet d'aucun projet restauration ou de réhabilitation, le Ksar se trouve aujourd'hui dans un état délabré. Il a été également  déserté par sa population qui s'est installée dans des nouvelles constructions aux alentours.

Ksar Beni Zouli actuellement
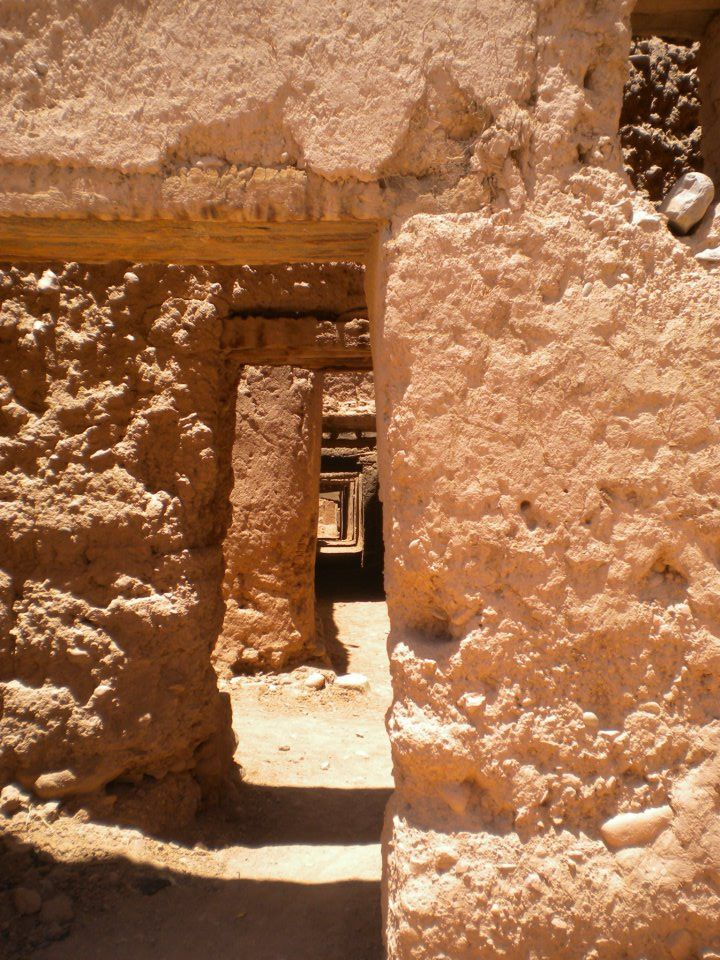
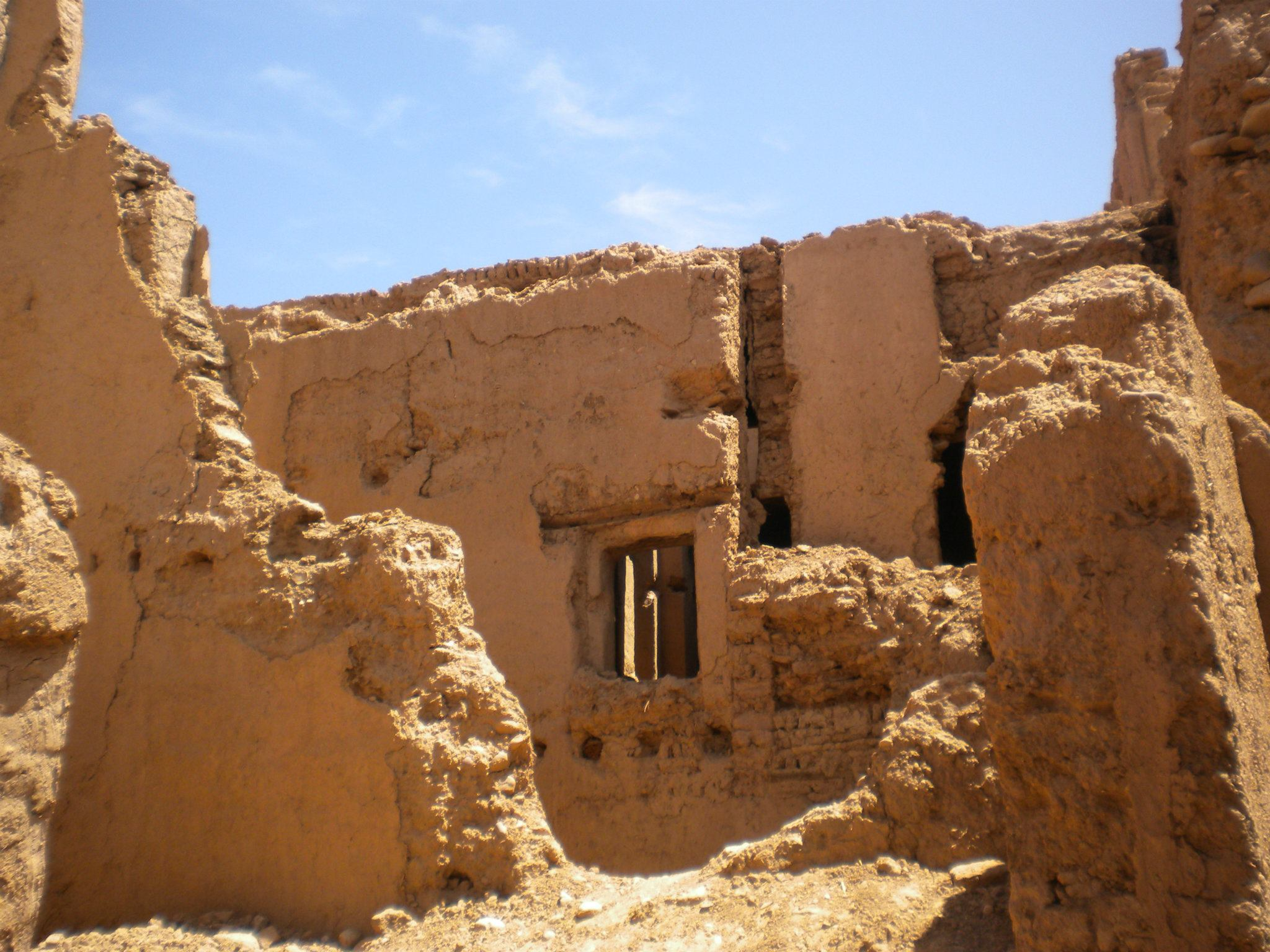
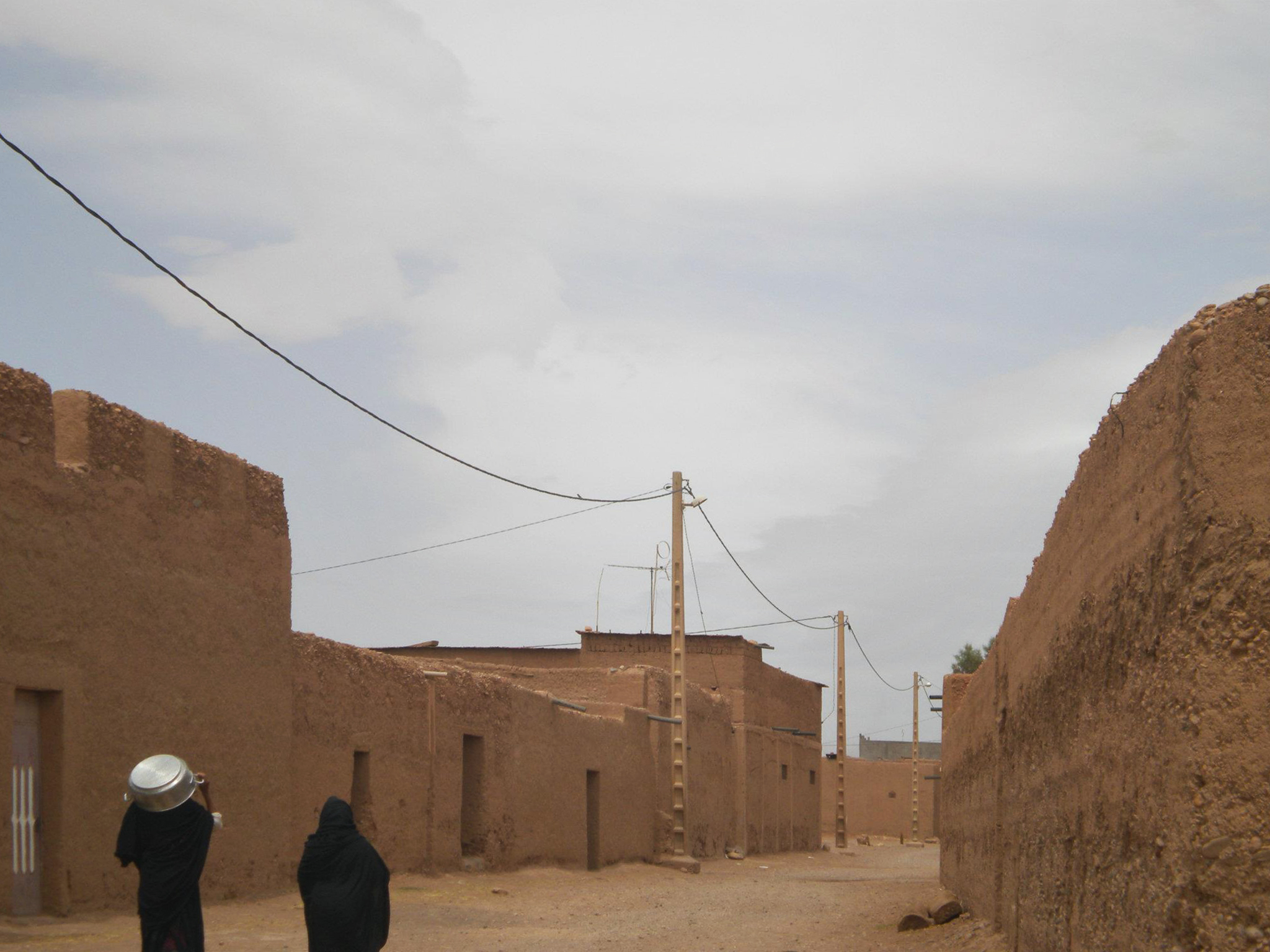
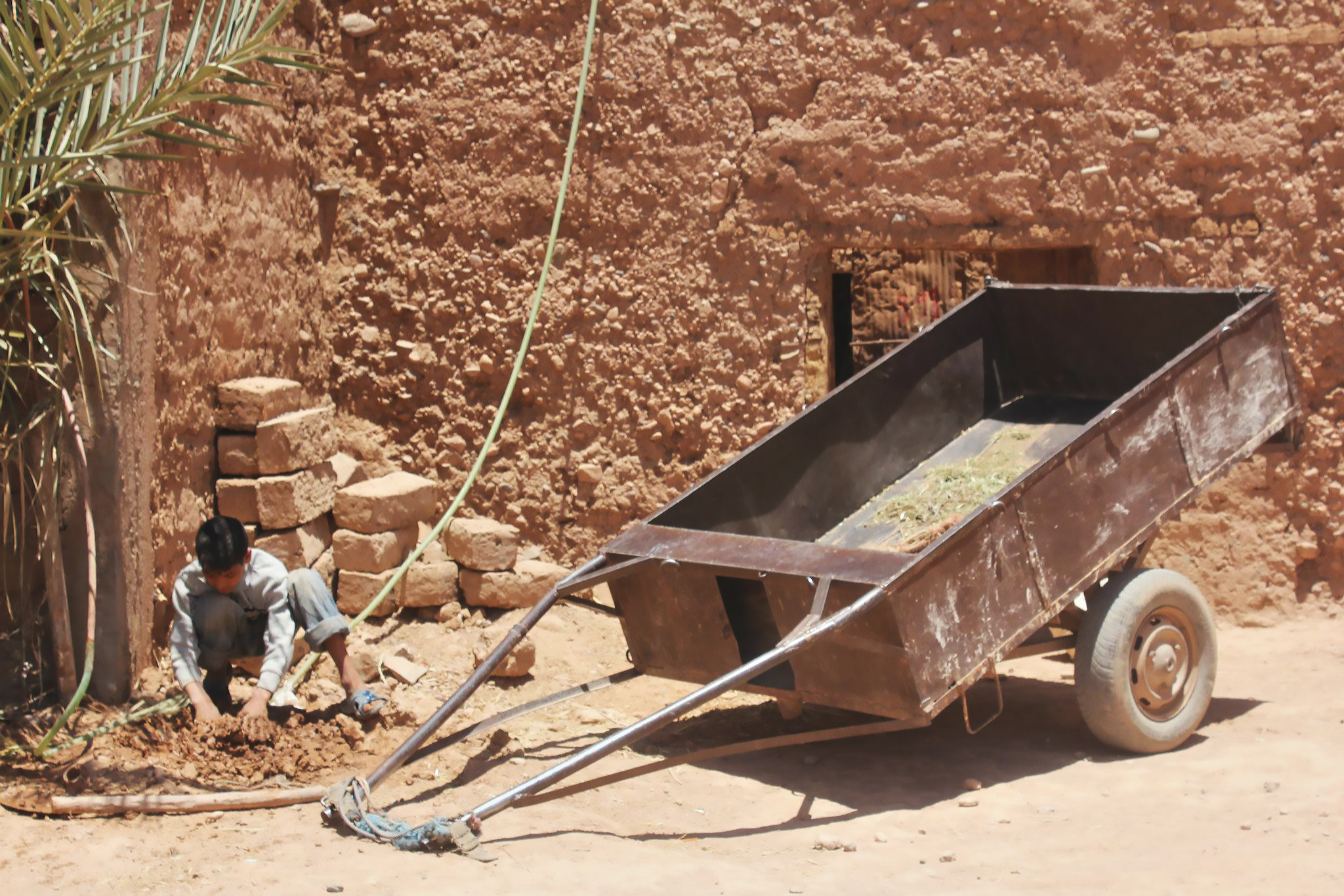